# Fling
Fling var ett dejtingprogram från 2006 med Josefin Crafoord som sändes på TV3 från måndag till torsdag klockan 19:00. Programmet var en nyare version av Vem tar vem från början av 90-talet. På grund av oväntat låga tittarsiffror lades Fling ner efter bara en halv säsong.